# Vasököl (Marvel Comics)
Vasököl, valódi nevén Daniel Rand, egy kitalált szereplő, szuperhős a Marvel Comics képregényeiben. Első megjelenése a Marvel Premiere 15. számában volt, 1974 májusában. A kitalált szereplőt Roy Thomas író és Gil Kane rajzoló alkotta meg.
Daniel Rand kilencéves korában, a Himalájában veszítette el a szüleit; apját barátjának hitt üzlettársa gyilkolta meg, anyja pedig farkasok áldozta lett miközben fiát védelmezte. Az árván marad fiút a legendás elrejtett város, K’un-Lun uralkodója Yü-Ti fogadta be. Daniel tíz évet töltött K’un-Lun falai között, ahol elsajátította a város legendás harcművészetének titkait és vált Vasököllé, az „élő fegyverré”.
Vasököl soha nem tartozott a Marvel elsővonalbeli szuperhősei közé és az olvasók érdeklődése is igen változó volt iránta az évek során. Az 1980-as évek első felében a kiadó egy másik bűnüldözőjével, a Bajnokkal szerepelt egy füzetben, mely a két szereplő talán legsikeresebb időszaka is volt egyben. A két külön világból származó, egymást mégis tökéletesen kiegészítő legendás páros azóta is gyakran szerepel közös történetekben. Vasököl legsikeresebb történeteinek író Chris Claremont (1975–1978), Mary Jo Duffy (1979–1982), Christopher Priest (1984–1986), valamint Ed Brubaker és Matt Fractiont (2006–2008) voltak.

## A megjelenés története

### Megszületése a képregény bronzkorában
Vasököl az amerikai képregény bronzkorának hajnalán született meg. A szereplőt az 1970-es évek népszerű kungfu filmjei ihlették, csakúgy mint a Marvel másik hősét, Shang-Chit, aki néhány hónappal Vasököl előtt tűnt fel a képregények lapjain.
…azután vetődött fel bennem Vasököl ötlete, miután megnéztem az első kungfu filmemet, az egyiket azok közül amik még Bruce Lee előtt jöttek ki. A filmben szerepelt egy „a Vasököl szertartásának” nevezett dolog, én pedig arra gondoltam, hogy ez egy igen jó név. Nekünk ugyan már ott volt a kungfu mestere (Shang-Chi), és a név hasonlított Vasemberére is, de még ezek ellenére is jó ötletnek tűnt egy Vasököl nevű szuperhős.
Roy Thomas csupán egy név ötletével rendelkezett, magát a szereplőt az általa választott rajzolóval, Gil Kane-nel közösen dolgozták ki. Kane ötlete volt, hogy Vasököl eredettörténetéhez a képregény aranykorának egyik szuperhősének történetét, Amazing Man eredetét használják alapul. A Marvel Premiere 15. számában, 1974 májusában megjelent történetet a két alkotó, Amazing Man megalkotójának, az egy évvel korábban elhunyt Bill Everett, a valódi „elképesztő ember” emlékének ajánlották.
Thomas és Kane főhőse kilencéves korában, egy himalájai expedíción veszítette el szüleit, akiknek haláláért apja üzlettársa, Harold Meachum volt a felelős. A fiatal Daniel Randet a misztikus város, K’un-Lun halhatatlanjai oktatták harcművészetük titkaira. Mikor Daniel kiképzése tíz év múlva befejeződött, visszatért New Yorkba, hogy megkeresse szülei gyilkosát. Roy Thomas és Gil Kane csupán a 15. számban megjelent történeten dolgoztak együtt, de az őket követő írók és rajzolók sem maradtak sokáig a szereplő mellett. Vasököl történeteinek írója Len Wein, majd Doug Moench, őt követően pedig Tony Isabella lett. A történetek rajzolója Larry Hama, majd Arvell Jones lett. A Marvel Premiere oldalain kívül Vasökölnek a Marvel Deadly Hands of Kung Fu című fekete-fehér képregény-magazinjában is több története jelent meg. Ezeknek írói elsősorban a Marvel Premiere szerzői közül kerültek ki. A fekete-fehér történetek rajzolói Frank McLaughlin, Rudy Nebres és Don Perlin voltak. Önálló történetei mellett Vasököl 1975 márciusában vendégszerepelt a Marvel Team-Up 31. számában is a Marvel legkedveltebb szuperhőse, Pókember oldalán.
Az egymást néhány szám után váltó írók ellenére Vasököl kalandjai nem különálló történetek voltak, hanem az egyes számok cselekményei szorosan kapcsolódtak egymáshoz. Az első nagyobb, négyrészes történet, melynek írói egymást követően Roy Thomas, Len Wein és Doug Moench volt a főhős eredettörténetét tartalmazta, valamint szülei gyilkosa után való kutatását New Yorkban. Mikor Daniel végül rátalált Harold Meachumra egy megtört és szánalmas embert talált, és képtelen volt rávenni magát, hogy vérbosszút álljon. Meachummal végül egy szellemszerű nindzsa végzett, aki a történet során látszólag végig Danielt védelmezte. A nindzsa rejtélye a következő nagyobb történetben folytatódott a Marvel Premiere 19-22. számaiban, melyben Daniel Rand megismerkedett Lee Wing professzorral és lányával, Colleen Winggel, akik a sorozat rendszeres mellékszereplői lettek. Apja meggyilkolásával Meachum lánya, Joy Vasöklöt gyanúsította és ironikus módon ugyanolyan bosszúvágy égett benne Daniel iránt, mint amilyet korábban a fiatalember szülei gyilkosa ellen táplált.
A Marvel Premiere oldalain tért vissza a Marvel füzeteibe Kán Mester, aki még a Strange Tales 77. számában, 1960 októberében szerepelt először. Kán Mester első feltűnése után Vasököl történeteinek szinte állandó szereplőjévé vált, még ha maga nem is jelent meg bennük, de cselszövése és az események manipulációja sokáig átszőtte a füzetek cselekményét.
Az első író aki hosszabb távon egymaga alakíthatta és formálhatta tovább Vasököl jellemét Chris Claremont volt, aki a Marvel Premiere 23. számával, 1975 augusztusában lett a szereplő kalandjainak írója. Claremont a 23. és 24. számon Pat Broderick rajzolóval dolgozott együtt, de mivel Broderick nem tudta tartani a határidőt Claremont a Marvel egyik új rajzolóját, John Byrne-t kérte fel a munkára. A Marvel Premiere 25. számán, mely egyben az utolsó is volt amiben Vasököl kalandjai jelentek meg, dolgozott együtt először a Marvel X-Men sorozatának későbbi, talán legsikeresebb alkotópárosa.

#### Saját sorozat
Vasököl a Marvel Premiere lapjain 1975 októberében, a 25. számban szerepelt utoljára és adta át a lapot a Marvel más hőseinek. Saját sorozata egy hónappal később, 1975 novemberében indult el Chris Claremonttal és John Byrne-nel. Az új sorozatban közvetlenül folytatódott a Marvel Premiere cselekménye; Vasököl és Misty Knight a még a Premiere 25. számában elrabolt Colleen Wing után folytatták a nyomozást. Bár Vasököl első önálló sorozata csupán 15 számot élt meg, Claremont és Byrne a Marvel több szuperhősét is felvonultatta benne. Vasember, Amerika Kapitány és az X-Men csapata aktív résztvevői voltak egy-egy szám cselekményének, míg a Fenegyerek és Pókember civilként, cameo-szerepben tűntek fel.
Saját sorozata mellett Vasököl önálló történetei gyakran jelentek meg a Deadly Hands of Kung Fu oldalain is, melyek legtöbbjének írója szintén Claremont volt. A Deadly Hands of Kung Fu 19-24. számaiban jelent meg Vasököl hatrészes története, melyben Daniel Rand 19. születésnapján egy túlvilági kalandban kényszerült részt venni. Vasököl Feng-Tuban, a holtak földjén szállt harcba Dhasha kánnal, hogy megmentse tőle az emberiség nemességét megtestesítő Tűzmadarat, és ezzel megakadályozza, hogy a Föld visszasüllyedjen abba korba, mikor az n’garai nép uralta azt. A kaland során Daniel a túlvilágon találkozott halott nagyapjával és édesanyjával is. Vasököl többször vendégszerepelt más hősök történeteiben a Deadly Hands of Kung Fu számaiban, így a 18. számban a Tigris Fiai oldalán, vagy a 29. számban Shang-Chivel.
Vasököl első sorozatában jelentős fordulópontja volt az 1976 szeptemberében megjelent 7. szám, melyben Vasököl szembekerült az életét már a kezdetektől manipuláló Kán Mesterre. Danny Rand szintén ebben a számban tudja meg, hogy egykori pártfogója, Yü-Ti valójában apja testvére és hogy a férfi is érdekelt volt apja halálában, hogy így megtarthassa K’un-Lun trónját, ami jogosan Wendellt illette meg. Claremont egy évekkel később adott interjújában a sorozat 8. számot nevezte meg, mint az írói és rajzolói csapatmunka mintapéldányát.
…az Iron Fist egy olyan füzet volt, ahol John Byrne és én valóban egy hullámhosszon voltunk. Például a jelenetben, ahol Danny Rand körbejárja a házát a nyolcadik számban és szellemeket keres. John mindent megadott amit kértem tőle. Ő éppoly elégedett volt a szkripttel, mint én a rajzokkal. Az alapgondolat, amit szerettünk volna bemutatni, hogy Vasököl számos tekintetben még mindig gyerek, egy Valentine Michael Smith (Heinlein Angyali üdvözlet című regényéből), egy idegen a saját hazájában. Be akartuk mutatni hogyan nő fel. Egyfajta paradoxonnal álltunk szemben: ha valaki olyan képzett és rettenthetetlen harcművész mint ő, teljes összhangban kell lennie önmagával, tudnia kell összpontosítania a csijét, és bele kell látnia azokba az emberekbe, akik körülveszik. Ami Dannyből hiányzik, az a tapasztalat; nem volt része emberi kapcsolatokban.
Vasököl sorozata végül a 15. számmal 1977 szeptemberében ért véget, igen hirtelen. A történetben több elvarratlan szál is maradt, például ebben a számban került ki, hogy Misty Knight, miután a 13. számban összeveszett Danny Randdel beépült a Bushmaster férfi bűnszervezetébe. De nem ez volt az egyetlen dolog, ami a sorozat folytatását sejtette valamilyen formában. Claremont és Byrne még az Iron Fist első számában mutatták be az Acélkígyót, Daniel Rand mesterének, Lei Kungnak a fiát. Az Acélkígyó azért érkezett New Yorkba és állt Joy Meachum szolgálatába, hogy bosszút állhasson Danielen, amiért az elorozta tőle a Vasököl erejét, mely szerint őt illette volna meg. A Vasököl és az Acélkígyó közötti összecsapásra végül csak a sorozat utolsó száma után, a Marvel Team-Up 63. és 64. számában került sor. A Marvel Team-Up 64. számában ismerte el Danny Rand és Misty Knight egymás iránti érzéseiket, ami az olvasók számára már gyakorlatilag a sorozat kezdete óta nyilvánvaló volt. Danny és Misty Knight egyike volt az első eltérő bőrszínű képregényszereplőknek, akik szerelmi kapcsolatban voltak láthatóak. A Marvel Team-Up lapjai megjelent történet alkotói szintén Chris Claremont és John Byrne voltak.

#### Vasököl és Bajnok
Önálló sorozatának befejeződése után nem sokkal Vasököl a Marvel afroamerikai szuperhősének, a Bajnoknak a füzetében tűnt fel. A Power Man 48. és 49. számában (1977 decemberében és 1978 februárjában) találkozott először egymással a két, igen különböző hátterű hős. A Power Man a 49. szám után már Power Man and Iron Fist címen jelent meg a két szereplő közös füzeteként. Az új, kéthavonta megjelenő füzet, mely a Power Man számozását folytatva az 50. számmal indult el, első alkotópárosa Chris Claremont és John Byrne volt. Claremont és Byrne ekkor már az Uncanny X-Men sorozatán is együtt dolgoztak, ami gyakorlatilag kettejük közös munkája során vált a Marvel egyik sikersorozatává. Byrne nyilatkozata szerint Vasököl és a Bajok közös sorozat is azért jött létre, hogy ő és Claremont továbbra is együtt dolgozhassanak egy másik sorozaton is. Byrne azonban nem sokkal ezután elveszítette érdeklődését Vasököl iránt és rögtön már az 50. szám után megvált a füzettől. Claremont az 52. és 53. számon Ed Hannigannel dolgozott együtt, majd miután ő is elhagyta a sorozatot Hannigan az 54. és 55. számon már önállóan dolgozott. Byrne távozása után a füzet rajzolói egymást követően Mike Zeck, Sal Buscema és Lee Elias lettek.
A Bajnokot, Luke Cage-et és Vasöklöt, Danny Randet hamar szoros barátság fűzte össze, Rand pedig a sorozat 54. számában hivatalosan is csatlakozott Luke bérhős-vállalkozásához.
Mary Jo Duffy 1979 áprilisában, az 56. számmal lett a sorozat írója. Első négy számán Trevor von Eedennel dolgozott együtt, majd a 60. szám után, melyen alkotótársai Steve Leialoha és Marie Severin voltak, Kerry Gammill lett a sorozat állandó rajzolója (néhány szám kivételével, melyeken Greg LaRocque, Frank Miller és Rudy Nebres). A sorozat valódi sikereket kezdett elérni Jo Duffy és Gammill közös munkája során, és különleges színfoltja lett a kiadónak. A 69. szám után a füzetet havi rendszerességgel kezdték kiadni, a kezdeti kéthavonta való megjelenés helyett.
Vasököl szempontjából igen jelentős volt a sorozat 75. számában megjelent történet, melyben Danny Rand Kán Mestert követve visszatért K’un-Lunba. A kalandban Vasököl segített a város harcosainak visszaverni és ellentámadást indítani a K’un-Lunt ostromló h’ylthri nevű, növényszerű nép ellen. A sikeres ellentámadás után azonban Yü-Ti fel akarta áldozni Vasöklöt Kán Mester tiszteletére, akiről kiderül, hogy a város egyik istene. A kaland végén Vasökölnek a Bajnok segítségével sikerült felülkerekednie Kán Mesteren és Yü-Ti harcosain és visszatérnie a Földre. A történetbe ágyazva Jo Duffy Danny Rand apjának eddig igen homályos múltjának a történetét is tovább gazdagította.
Jo Duffy a sorozattól való távozása után 1982 szeptemberében, a 85. számmal Dennis O’Neil lett a füzet írója. A Power Man and Iron Fist rajzolója továbbra is Denys Cowan maradt, aki még a 80. számmal váltotta le Kerry Gammillt. A sorozat O’Neilt követő író között volt Kurt Busiek, Steven Grant, Archie Goodwin, Alan Rowlands, Tony Isabella. Rajzoló néhány szám kivételével Ernie Chan, majd pedig Greg LaRocque lett. 1982 és 1984 között Vasököl és a Bajnok tovább folytatták bérhősi és bűnüldözői pályafutásukat. Kizárólag Vasökölhöz kötődő történet ez időszak alatt nem született. Vasököl régi ellenfele, Kán Mester is csak egyetlen történetben bukkant fel ismét.
Jim Owsley (későbbi felvett nevén Christopher Priest) 1984 novemberében, a Power Man and Iron Fist 111. számától lett a sorozat új írója, mely egyben első folyamatosan megjelenő sorozata is volt a kiadónál. Első alkotótársa Greg LaRocque volt, akivel azonban Owsley elmondása szerint nem tudtak igazi csapattá kovácsolódni, mivel LaRocque még két másik havonta megjelenő füzeten is dolgozott. A 114. szám rajzolói már Steve Geiger és Billy Graham voltak, majd őket követően a 115. számmal Mark D. Bright vett át ezt a feladatot. Owsley és Bright alig egy évvel korábban már dolgoztak együtt a Marvel egy másik szuperhősének, a Sólyomnak egy négyrészes minisorozatán.
Vasököl történetének egyik jelentős fordulópontja a Power Mand and Iron Fist 115–116. számaiban következett be, mikor a Bajnokkal egy bér-küldetésük során radioaktív sugárzás érte és halálos rákbetegség alakult ki a szervezetében. A Bajnok javaslatára és Doktor Druid segítségével felkeresték K’un-Lun városát, hátha ott képesek lesznek ellenszert találni a betegségére. Mesterének, Lei Kungnak a segítségével Vasökölnek sikerült saját csijét felhasználva meggyógyulnia. Ez a történet egy évekkel későbbi retconnak is kiindulópontja lett. Jim Owsley két új mellékszereplővel is gazdagította a sorozatot. A Power Mand and Iron Fist 111. számában szerepelt először a 12 éves Bobby Wright, aki emberfeletti képességeit használva vette fel a Hős Kapitány személyazonosságot és próbálta két bérhős figyelmét felkelteni. Vasököl és Bobby között egyfajta apa-fiú kapcsolat alakult ki. A titokzatos rendőrőrmester, Tyrone King a sorozat 117. számában volt először látható.

##### Vasököl halála
Owsley és Bright közös munkája során a sorozat ugyan nem tartozott a kiadó legsikeresebb füzetei közé, de 100 000 körül mozgó eladott példányszámával nyereségesnek volt mondható. A Marvel ennek ellenére úgy döntött, hogy a 118. szám után ismét visszaállítja a füzet kéthavi megjelenését. A megjelenés ritkítása végül az eladott példányszám csökkenéséhez vezetett és a kiadó úgy döntött, hogy megszünteti a sorozatot. Ebben a döntésben az is közrejátszott, hogy a Marvel helyet akart teremteni a New Universe (Új Univerzum) cégjelzése alatt megjelenő új sorozatai számára. Owsley azt az utasítást kapta, hogy végezzen Vasököllel a sorozat végén.
Doc-nak (Mark D. Brightnak) és nekem nem tetszett az ötlet, de a szerkesztők hajthatatlanok voltak, azt mondták, hogy ha mi nem írjuk meg a történetet, majd találnak mást aki megteszi. Végül beleegyeztem azzal a kikötéssel, hogy Vasököl halála értelmetlen legyen és a már éppen zajló történetben következzen be. Vasököl elaludt egy kórházi szobában és meggyilkolták. Megdöbbentő volt, váratlan és teljesen értelmetlen – éppen olyan, ahogyan mi éreztük magunkat, amiért a kiadó így bánt velünk.
Az igencsak rendhagyó befejezés számos olvasó ellenszenvét váltotta ki Owsley munkája iránt. Mindezekkel együtt Owsley évekkel később a sorozaton való írói munkásságát karrierje egyik legsikeresebb időszakaként értékelte. A Power Man and Iron Fist utolsó, 125. száma 1986 szeptemberében jelent meg.

### Visszatérése a képregény modern korában
Vasököl visszatérésének története utolsó szereplése és látszólagos halála után négy évvel, 1990 novemberében a Namor, the Sub-Mariner 8. számában vette kezdetét. A feladatot, hogy visszahozza Vasöklöt a Marvel füzeteibe John Byrne, a szereplő egykori, rövid életű sorozatának rajzolója vállalta magára. Byrne 1990 és 1992 között egyedül írta és rajzolta Namor herceg, a Torpedó füzetét, melyben Vasököl visszatérésének története sokáig, a 15. számig csak mellékszálként szerepelt a fő cselekmény mellett. A még a 8. számban visszatért és igencsak megváltozott személyiségű Danny Randről a 17. számban kiderült, hogy valójában csak az ő alakjában tevékenykedő földönkívüli Szuper Skrull volt. Szuper Skrull olyan dolgokat tudott Randről, amiket csakis legközelebbi barátai tudhattak, ezért is téveszthette meg őket, még Rand egykori barátnőjét Misty Knightot is. A Szuper Skrull tudása Rand életének minden részletéről és az, hogy Rand koporsójában a férfi teste helyett csak furcsa növényi maradványokat találtak arra sarkallta Mistyt és Colleen Winget, hogy nyomozni kezdjenek. Namor tanácsára a két nő Doktor Strange-hez, a Föld első számú mágusához fordultak. Strange segítségével Misty, Colleen és Namor eljutottak a földi dimenzión kívül fekvő K’un-Lun városába, oda ahol évekkel ezelőtt Danny Rand csodával határos módon felgyógyult halálos sugárbetegségéből. Az idegen dimenzióban csakhamar fény derült rá, hogy Vasöklöt utolsó látogatásuk alkalmával elrabolták K’un-Lun városának esküdt ellenségei, a h’ylthrik, és a férfit egy növényi másolattal helyettesítették. Az igazi Vasöklöt és a város lakosságát a h’ylthrik emésztőnedvekkel teli hüvelyekben tartották fogva és belőlük táplálkoztak. Misty és Colleen is hamar a h’ylthrik fogságába esett Namor pedig szinte kilátástalan harcba bocsátkozott a növényemberekkel. A legyöngült és szinte öntudatlan Vasököl azonban megérezve barátai közelségét és kiszabadította magát a hüvelyből majd pedig tomboló dühében egymaga végzett az összes közelben lévő h’ylthrivel.
Vasököl a Namor 23. számában való visszatérése után még közel egy évig maradt visszatérő szereplője a sorozatnak. Byrne a 25. számban további retconokkal egészítette ki a történetet. A korábban Jim Owsley által megalkotott két mellékszereplőt, Bobby Wrightot és Tyrone Kinget régebbi szereplőkkel egyesítette. Az ő változatában Tyrone King Vasököl régi ellensége, Kán Mester volt. Bobby Wright az emlékeitől megfosztott Szuper Skrull lett, akit Kán Mester arra akart felhasználni, hogy meggyilkolja Vasöklöt. Owsley eredeti koncepciójában Tyrone King nem volt azonos Kán Mesterrel, és valószínűleg Bobby Wrightot is független szereplőnek szánta. Kán Mesterrel végül Namor végzett a 33. számban, mely után Vasököl is kilépett az atlantiszi herceg sorozatából.
Bár Vasököl visszatért ugyan a Marvel aktív szuperhősei közé, megjelenései ezután jórészt vendégszereplésekre és néhány önálló kalandra korlátozódott. 1992-ben a Marvel Comics Presents 111. számában jelent meg egy rövid önálló története, majd a 113. és 118. számok között a Szellemlovas oldalán szerepelt egy hatrészes kalandban. 1992 decembere és 1993 áprilisa között régi társa, Luke Cage (a Bajnok) sorozatában tűnt fel. 1993-ban egy rövid önálló története jelent meg a Namor, the Sub-Mariner éves különszámában, valamint ebben az évben a Marvel Comics Presents is a 125. számával kezdődően helyet biztosított a hős számára a füzetben. A Marvel Comics Presents-ben három kisebb és két nagyobb története jelent meg A változások könyve (The Book of Changes) és A kétségbeesés mélységei (Depths of Despaire) címmel. A változások könyve írója Joey Cavalieri, rajzolója pedig Dave Hoover volt. Hooveren kívül Kris Renkewitz, Bill Wylie és Fred Haynes is közreműködött a nyolcrészes történet egy-egy epizódjában. A történet cselekménye egy titokzatos tárgy, az Anomália Ékkő körül bonyolódott és látszólag egy új irányvonalat készült adni a szereplő további sorsának. Ez az új irányvonal ugyan nem valósult meg, de az Anomália Ékkő később visszatért Vasököl történeteibe. A kétségbeesés mélységeiben, melynek írója Antonio Matias, rajzolója pedig Fred Haynes volt, Vasököl Kardfogúval mérte össze az erejét. A Marvel Comics Presents lapjain kívül Vasököl többször vendégszerepelt más hősök füzeteiben is. 1993-ban részt vett a Pókember füzeteiben megjelenő Maximum Carnage című történetben és 1994-ben a Spider-Man 41-től 43. számaiban megjelenő Viharjelzés (Storm Warning) című történetben, szintén Pókember oldalán. Szintén 1994 a Secret Defenders 18. és 19. számában vendégszerepelt.

#### Minisorozat és az új Bérhősök csapata
Vasököl 1996 augusztusában ismét egy Pókember-füzetben, a Spider-Man Unlimited 13. számában vendégszerepelt. Az ebben a számban megjelent történet közvetlen előfutára volt az 1996 szeptemberében és októberében megjelent önálló Vasököl minisorozatnak. A kétrészes füzet írója James Felder, rajzolója Robert Brown volt és a szereplő Byrne által való feltámasztása óta megjelent kalandjai közül leginkább az 1993-ban, a Marvel Comics Presents oldalain megjelenő, A változások könyve című történethez kapcsolódott. A történetben Danny Rand az Anomália Ékkő utolsó darabja után kutatott a Himalájában, amiről kiderült, hogy egykor mestere Lei Kung őrizte K’un-Lunban és hogy a Kő a h’ylthrik utolsó támadása alkalmával hasadt szét. A Kő egyesítése során visszatért Vasököl egyik régi ellenfele, az Acélkígyó, aki még 1977-ben, a Marvel Team-Up 64. számában, Chris Claremont történetében vesztette látszólag az életét. Danny Randnek meg kellett küzdeni az Acélkígyóval aki ismét magáénak követelte a Vasököl erejét.
Időközben a Marvel legsikeresebb képregényfüzeteiben egy igen jelentős eseménysorozat zajlott, melynek végkimenetele az egész Marvel-univerzumra, és benne Vasökölre is változásokat hozott. Az Onslaught című történet végén a kiadó számos hőse, a Fantasztikus Négyes és a Bosszú Angyalai tagjai látszólag életüket vesztették miközben a Földet védték. A hősök azonban valójában nem haltak meg, csupán átkerültek egy másik, úgynevezett zsebdimenzióba. A Marvel Heroes Reborn-időszaka alatt, 1996 és 1997 során megújult formában újraindította a Fantasztikus Négyes, a Bosszú Angyalai, Vasember és Amerika Kapitány sorozatait, melyek cselekménye a kiadó mainstream-univerzumában, a 616-os Földön zajló eseményektől függetlenül zajlott. Az halottnak hitt szuperhősök nélkül a 616-os Föld erőviszonyai felbomlottak, így a világnak új védelmezőkre lett szükségük. A Fantasztikusok és a Bosszú Angyalai helyét a Mennydörgők csapat, valamint egy új Bérhősök kívánták betölteni.
Vasököl állandó szereplője lett az új Bérhősök sorozatának, melynek első száma 1997 júliusában jelent meg. A sorozat írója John Ostrander, rajzolója Pascal Ferry lett. A Bérhősök korábban Vasökölből és Luke Cage-ből álló csapata Herkulessel, a Fehér Tigrissel, a Fekete Lovaggal, majd később más hősökkel is kibővült. A Heroes for Hire alig másfél évvel indulása után, a 19. számmal, 1999 januárjában ért véget. Ostrander és Ferry rövid életű sorozatának Vasököl szempontjából egyik legfontosabb mozzanata az volt, mikor kiderült, hogy Danny Rand a Fantasztikus Négyes és a Bosszú Angyalai látszólagos halálát követően egy szertartás segítségével megidézte K’un-Lun városát. Rand terve az volt, hogy áthozza a misztikus várost saját dimenziójából a Földre, hogy ott mint az Camelto rendet teremtsen a hősök halála utáni kaotikus időszakban. K’un-Lun eljövetele az ezredfordulón azonban eltörölt volna minden fejlett technológiát a bolygóról és a teljes hatalmat a város vezetése birtokolta volna. A Marvel halottnak hitt hősei visszatérésével azonban az új Camleot ötlete inkább fenyegető problémává vált, melynek folyamatát már nem lehetett megállítani csak Danny Rand élete árán. Mivel a Heroes for Hire sorozata még a 2000-es év, vagyis a mágikus város visszatérésének kitűzött időpontja előtt végetért, John Ostrandernek már volt lehetősége végigvezetni ezt a történetszálat. A Heroes for Hire sorozata alatt jelent meg Vasököl második minisorozata is, melynek cselekménye a Heroes for Hire 14. száma alatt játszódott. A háromrészes minisorozat, melynek írója Dan Jurgens, rajzolója pedig Jackson Guice volt, 1998 júliusa és szeptembere között jelent meg.

#### K’un-Lun földi eljövetele
A Bérhősők sorozatának vége után Vasököl évekig ismételten csak vendégszerepekben illetve minisorozatokban tűnt fel. 2000-ben szerepelt a Black Panther 16. és 17. számában valamint a New Warriros 7., 8. és 9. számában. 2000 novemberében jelent meg az első száma az Iron Fist and Wolverine című négyrészes minisorozatnak, melynek írója Jay Faerber, rajzolója pedig Jamal Yaseem Igle volt. A minisorozat cselekménye közvetlenül John Ostrander befejezetlen történetében, K’un-Lun közelgő eljövetelében gyökredzett és összefonódott a szintén Faerber által írt New Warriors-ban megjelent történet eseményei után játszódott, melyben a Kéz nevű japán bűnszervezet egyik fiatal vezetője, Junzo Muto elrabolta Danny Randtől a Vasököl erejét. A füzet címe ellenére a történetben nem Vasököl és Rozsomák voltak az egyedüli szuperhősök, hanem megjelent benne Amerika Kapitány, Vasember, Naptűz, Luke Cage, Psziché és Vasököl barátnője Misty Knight is. Jay Faerber úgy nyilatkozott, hogy nagyon élvezte John Ostrander Heroes for Hire sorozatát, és hogy az ő ötlete volt, hogy a minisorozat az ott félbehegyott történetet folytassa. Vasököl és Rozsomák szokatlan párosítása értékesítéspolitikai döntés volt, Ostrandernek eredetileg nem állt szándékában, hogy Rozsomák is szerepeljen a füzetben.
Eredetileg nélküle (Rozsomák nélkül) terveztem a történetet, de aztán a srácok az értékesítési és marketing részlegről készítettek egy becslést és azt mondták nem fog elkelni a füzet. Azt hiszem a szerkesztőm, Bobbie Chase ötlete volt, hogy rakjuk bele Rozsomák. És annak ellenére, hogy sikerült őt értelmes és szerves módon beillesztenünk, a tény mégiscsak az, hogy azért van ott, hogy az emberek megvegyék a képregényt. (…) …számomra Luke Cage Danny igazi társa. Vasököl vele harcolt volna, nem pedig Rozsomákkal. Senki mást nem érdekelt a Marvelnél, de én szeretem ezt a szereplőt, és tudtam, hogy ha mint rajongó olvasnám a sztorit és nem lenne benne Luke, morcos lennék. Szóval megtaláltam ár a módot, hogy Luke is szerepelhessen és hogy annak is legyen értelme, hogy Danny miért Rozsomákkal állt össze.
A minisorozat története az ezredfordulón játszódott. A Vasököl erejét birtokló Junzo Muto azt akarta elérni, hogy K’un-Lun a Kéz főhadiszállása helyén, Tokióban jelenjen meg. Ehhez azonban Danny Randet a japán fővárosba kellett csalogatnia, mivel a misztikus város megjelenése az ő szívveréséhez volt kötve, ami azt jelentette, hogy és ott fog megjelenni, ahol Rand éppen tartózkodik. Junzo elrabolta Rand barátnőjét, Misty Knightot és Tokióba vitette. Danny természetesen Misty kiszabadítására indult és Tokióban találkozott Rozsomákkal, aki szintén a Kéz embereivel akart leszámolni. Időközben K’un-Lun városrészei kezdték átvenni Tokió helyét, káoszt és riadalmat szülve mindkét város lakói között. Hogy a folyamatot megszakítsa, Yü-Ti megölte unokaöccsét, Dannyt. K’un-Lun visszatért saját dimenziójába, Junzo Muto pedig, látva hogy a harc immár értelmetlen, elmenekült a városból. Danny készen állt, hogy elfoglalja helyét Feng-Tuban, K’un-Lun halottainak túlvilágában, de szülei szellemei utolsó ajándékukként visszaadták a fiatal férfi életét. Danny Rand a történet végén úgy döntött, hogy egy ideig Japánban marad.
Vasököl következő jelentősebb szereplése 2002 januárjában, a Black Panther 38. számával kezdődő, A sárkány visszatér (Return of the Dragon) című háromrészes történetben volt. A Black Panther akkori írója, Christopher Priest ezzel a történettel számos következetlenséget kívánt felszámolni a Fekete Párduc sorozatában. Az igen szövevényes cselekménybe Priest bevonta Vasöklöt, és annak egyik régi ellenfelét, Chiantangot is, akiket mint író már jól ismert (Priest 1984 és 1986 között, akkor még Jim Owsley néven a Power Mand and Iron Fist írója volt). Vasököl szempontjából a történet jelentősége abban rejlett, hogy a Fekete Sárkány visszaadta Danny Randnek a Vasököl erejét, melyet korábban Junzo Muto elrabolt tőle (Junzo Muto nem szerepelt a történetben és az sem derült ki, hogy őrá ez milyen hatással volt).

#### Ismét New York utcáin
Vasököl következő jelentősebb megjelenése mellékszereplőként a Daredevil 38., 39. és 40. számában megjelenő, Az évszázad tárgyalása (Trial of the Century) című történetben volt. Vasököl és Luce Cage, akik időközben ismét felélesztették kétfős Bérhősök vállalkozásukat, az ügyvéd Matt Murdock, azaz a Fenegyerek segítségét kérték, hogy képviselje régi barátjukat, Hector Ayalát, a Fehér Tigrist, akit gyilkossággal vádoltak.
2004-ben a Marvel kísérletet tett egy új, önálló Vasököl sorozat elindítására. Tom Brevoort, a tervezett sorozat leendő szerkesztője Jim Mullaneyt, a Destroyer című népszerű regénysorozat akkori íróját kérte fel, hogy működjön közre az új füzet elindításában. Bár Mullaney korábban nem írt képregénytörténeteket, a harcművészetek szerves részét képezték a Destroyer-sorozatnak is, csakúgy mint Vasökölnek. A sorozat rajzolója Kevin Lau lett, aki egyébként is egyedi, a keleti képregényekre jellemző és akció-orientált rajzstílusával szerette volna modernizálni a szereplőt, amellett hogy hű akart maradni az eredetihez. Az új sorozat első száma 2004. májusában jelent meg, de a vele támasztott reményekkel szemben nem nyerte el a olvasók tetszést, ezért a Marvel az első történet után, a 6. számmal megszüntette a füzetet.
Visszatekintve valószínűleg túlságosan is próbáltam megfelelni a Marvelnek, dehát az ember már csak ilyen. Nem ront be a főnöke irodájába és mondja azt, hogy „Rendben, én akkor is ezt fogom csinálni, különben… ” (…) Így aztán azt adtam a Marvelnek amit úgy gondoltam, hogy látni akarnak. Nagy vonalakban elégedett voltam vele, és ők is elégedettek voltak annyira, hogy elindítsák a füzetet. Reméltem, hogy a következő történetbe már többet adhatok hozzá a saját stílusomból. Az eladási mutató azonban vacak volt. Szégyen. Mindenesetre együtt dolgozhattam ezekkel a kedves emberekkel, és hogy egyszer képregényt fogok írni, arra valóban soha sem számítottam. Jó tapasztalat volt. Ráadásul, még ha csak rövid ideig is, nagyon menő voltam az egyik unokaöcsém szemében.
Vasököl 2004-es sikertelen saját sorozata utáni legtöbb szereplése ismét Fenegyerek sorozatában volt. Ezek közül is a legjelentősebb a 2006 áprilisában, a Daredevil 82. számával kezdődő Fenegyerek a D-blokkban (The Devil in Cell-Block D) című történetben volt. Az Ed Brubaker által írt történetben Matt Murdock, a Fenegyerek az FBI és a Vezér manipuláció miatt börtönbüntetését töltötte. A város utcáin feltűnt valaki, aki Murdock Fenegyerek-jelmezében átvette a férfi bűnüldözői munkáját. Hogy a titokzatos új Fenegyerek Danny Rand volt, csak a sorozat 87. számában derült ki. Rand azt hitte, hogy Murdock ügyvédtársa és barátja, Foggy Nelson bízta meg őt egy összekötőn keresztül, hogy vegye át a Fenegyerek szerepét, hogy Murdockról elterelje a gyanút. Nelsonnak azonban semmi köze nem volt a megbízáshoz, így Rand maga is a Murdock elleni összeesküvés gyanútlan résztvevője lett.
Vasököl a Marvel szuperhőseit megosztó 2006-os Polgárháború (Civil War) című crossovernek is egyik fontos szereplője volt. A történetben a szuperhős-regisztrációs törvény megosztott az Egyesült Államok álarcos védelmezőinek a sorait. A törvényt támogatók Vasember, míg a véleményük szerint személyiségi jogaikat és szabadságukat sértő törvényt ellenző Amerika Kapitány mögött sorakoztak fel. Danny Rand Amerika Kapitány oldalára állt harcban és ebben a történetben is a Fenegyerek személyazonosságát használta. Hogy Murdock helyett ő viseli az egyenruhát, csak nem sokkal a crossover vége előtt, a Civil War: Choosing Sides című egyrészes kapcsolódó kiadványból derült ki. Murdock ugyanis megkérte Randet, hogy vegye át a Fenegyerek identitását, amíg ő Európában nyomoz, hogy ki is áll bebörtönzése mögött.

#### A halhatatlan Vasököl
Ed Brubaker, a Marvel egyik legsikeresebb írója gyermekkora óta nagy rajongója volt Vasökölnek. A szereplő egyike volt azok közül akiken dolgozni szeretett volna mikor a kiadóhoz került. Kezdetben azonban szerződése és a szoros határidők nem engedték, hogy a B-listás hősre időt áldozhasson. Vasököl önálló füzetének a lehetőség akkor vetődött fel, mikor Brubaker és Warren Simons, a Fenegyerek sorozatának szerkesztője azon beszélgettek, hogy a Daredevil-sorozatból mely szereplőket lehetne kiemelni. Az időzítés kedvező volt, mivel Vasököl egyre többször és egyre fontosabb szerepben tűnt fel a sorozatban. Mivel más füzetek iráni kötelezettsége még mindig akadályzó tényező volt, Brubaker egyik írótársát és barátját, Matt Fractiont kérte fel, hogy legyen társírója a füzetnek. Az először csak minisorozatnak tervezett füzet fő rajzolója a spanyol művész, David Aja lett. Az új sorozat és Vasököl a Daredevilben való szereplései között a Civil War: Choosing Sides című füzetben megjelent rövid történet szolgált átvezetőként. Az Immortal Iron Fist első száma 2006 novemberében jelent meg. A füzet sikere felülmúlta a várakozásokat (az első és a második számot a Marvel másodszor is kiadta, valamint az első számnak megjelentette egy rendezői változatát is) így a minisorozatból rendszeresen megjelenő füzet lett. Brubaker és Fraction amellett, hogy megtartották a szereplő és sorozata hagyományos „kellékeit”, egyúttal modernizálták is azt.
Érdekesség, hogy a füzet címe Immortal Iron Fist (Halhatatlan Vasököl), ami azt jelenti, hogy Danny nem mindig volt a Vasököl. Számos Vasököl létezett előtt, más Vasöklök különböző korokban. Ed és én fel fogjuk kutatni a sorozatban, hogy mit is jelent a Vasököl örökösének lenni… (…) De ugyanakkor a füzet egyértelműen Danny Randről szól. Danny az egész mozgatórugója. Szóval amellett, hogy a Vasököl örökségének jelentésével foglalkozunk, Ed és én azt is meg fogjuk vizsgálni mit jelent a Rand-név örökösének lenni.
A Marvel szuperhőseinek polgárháborúja időközben a regisztrációs törvényt támogatók győzelmével és Amerika Kapitány halálával végződött. Új saját sorozatán kívül Vasököl rendszeres szereplője lett a New Avengers-sorozatának is, melyben a Bosszú Angyalainak törvényen kívül működő csoportjának tagja lett.

## Daniel Rand

### Eredettörténet

Daniel Rand küzdelme Shou-Laoval, a halhatatlannal a Marvel Premiere 16. számában. (rajz: Larry Hama)

Daniel Rand kilencéves korában édesanyjával, Heatherrel elkísérte apját, Wendellt egy himalájai útjára, aki a legendás várost, K’un-Lunt akarta felkutatni. Az expedícióra Wendell üzlettársa, Harold Meachum is elkísérte őket. Az út során a fiatal Daniel megcsúszott és anyját és apját is magával rántva lezuhant egy kisebb szakadékba. Apjának sikerült megkapaszkodnia egy sziklában, de egymaga nem volt képes tartania magát és családját felhúzni. Meachum, aki szerelmes volt Heatherbe, kihasználta az alkalmat, hogy megszabaduljon Wendelltől és lelökte őt a szakadékba. Heather persze visszautasította szeretett férje gyilkosának szerelmi ajánlatát, ezért Meachum sorsukra hagyta Heathert és fiát. Meachum távozása után Danielnek és anyjának sikerült kimászniuk a szakadékból és tovább indultak. A vér szagára azonban hamar farkasok kezdték követni őket. Éppen mikor elérték a csupán legendának hitt K’un-Lunhoz vezető hidat a farkasok támadni kezdtek. Heather tudta, hogy ketten soha nem fognak tudni elmenekülni a farkasok elől, így inkább a ragadozók elé vetette magát, hogy fia időt nyerjen. Mire Daniel észrevette, hogy anyja nincs mellette Heathert már szétmarcangolták a farkasok és már a legendás városból érkező harcosok sem tudták megmenteni.
Az árván maradt fiút a város ura, Yü-Ti fogadta pártfogásába. Daniel a várost már egyébként sem hagyhatta el, mivel az csupán tíz évente egyszer jelent meg a Földön. Yü-Ti, hogy a fiú önpusztító bosszúvágyát megzabolázza Lei Kungra, a Mennydörgőre bízta a fiú harci kiképzését és nevelését. Daniel egyre nehezebb és nehezebb erőpróbák alá vettet magát, mikor már csak egyetlen kihívás maradt számára, hogy megszerezze a Vasököl erejét. Az erő Shou-Lao, a halhatatlan sárkány kitépett és megolvadt szívében rejlett, amit maga a sárkány őrzött. Miután Daniel legyőzte a sárkányt és megszereznie a Vasököl erejét, majd pedig kiállta „a sokak” és „az egy” próbáját, Yü-Ti felajánlotta neki, hogy választhat az örök élet és a halál között. Daniel a város falain belül való öröklét helyett a halált választotta és mikor K’un-Lun ismét megjelent a Földön elhagyta a várost, hogy visszatérjen szülővárosába, New Yorkba, és megkeresse apja gyilkosát.

### Családja
Danny Rand valódi származásának meghatározását nehezíti, hogy történetein számos író dolgozott, néha igen gyorsan vagy éppen a szereplő megjelenésének hosszabb szünete után, akik pótlólagos információkkal, retconokkal egészítették ki Roy Thomas eredeti történetét.
Wendell Rand, Danny Rand édesapjának származása igen bizonytalan. A legtöbb történet arra utal, hogy Wendell K’un-Lunból származott és annak uralkodójának, Tuannak az elsőszülött fia volt. Ezzel szemben a Power Man and Iron Fist 75. számában megjelent történetben, melynek írója Mary Jo Duffy volt, az olvasható, hogy Wendell egy amerikai felfedező volt, aki megmentette Tuannak és annak fiának, Nu-Annak az életét. Tuan hálából fiaként fogadta be a fiatal Wendellt. A további történetek mind megegyeznek abban, hogy Wendell a mitikus városba való visszatérése közben vesztette életét. Heather Rand, Danny édesanyja gazdag családból származott. 24 éves volt mikor megismerkedett Wendell-lel és nem sokkal ezután össze is házasodtak. Heather követte férjét mikor az megpróbált visszaérni K’un-Lunba és férjével együtt a hegyek között lelte halálát. Miranda Rand Danny féltestvére. A fiatal nő az Iron Fist 2. számában szerepelt először egy visszatekintésben, de csak később, Jo Duffy nevezte meg őt a Power Mand and Iron Fist-sorozatban mint Wendell Rand lányát, aki első házasságából született a Shakari nevű asszonytól. Mirandát Jo Duffy története szerint a h’ylthrik gyilkolták meg, de évekkel később, Dan Jurgens 1998-as Iron Fist minisorozatában ismét feltűnt.
Tuan egykor K’un-Lun uralkodója volt. A különböző történetektől függően vagy Danny apjának, Wendellnek a vér szerinti apja (és így Danny nagyapja), vagy pedig csak hálából tekintette Wendellt saját fiának. Nu-An Tuan fia, Danny nagybátyja. Nu-An a legtöbb történet szerint jogtalanul uralkodik K’un-Lun felett, mint Yü-Ti, a Magasztos Személy Ki Jádéba Öltözik.
Lei Kung, a Mennydörgő ugyan nem áll rokoni kapcsolatban Danny Randdel, de szülei halála után ő nevelte az árván maradt fiút, így egy évtizeden át Lei Kung volt az egyetlen személy akit Danny családjának nevezhetett.

### Képességei és készségei
Danny Rand 10 éven át Lei Kung, a Mennydörgő tanítványa volt, mely során elsajátította K’un-Lun halhatatlan harcosainak legendás harcművészetét. A kiképzés végén Rand emberfeletti képességeit azzal szerezte, hogy belemártotta kezeit Shou-Lao, a halhatatlan sárkány olvadt szívébe, mely során a sárkány természetfeletti ereje a fiatal férfibe vándorolt. Rand képes megidézni és egyetlen pontra koncentrálni saját életerejét, vagyis csijét, és ezzel felerősíteni a testi erejét. Erejének leglátványosabb megnyilvánulása, mikor ezeket az energiákat öklébe összpontosítja, mely ilyenkor természetfeletti fényt bocsát ki, és „olyanná válik, akár a vas”.
Rand csijét képes arra is felhasználni, hogy sebeit rövid idő alatt begyógyítsa, de akár telepatikus kapcsolatot is képes létesíteni egy másik személlyel és tudatukat átmenetileg egyesíteni. Danny Rand előde, Orson Randall, jóval szélesebb körben volt képes felhasználni csijét. Ezek közé tartozott a hipnózis, különböző tárgyak, így fegyverek erejének növelése, szervezete ellenálló képességének megerősítése, valamint saját öregedésének lassítása. Ezek a képességek Ed Brubaker és Matt Fraction 2006-ban indult Immortal Iron Fist sorozatában szerepeltek először, és a sorozatban több utalás is volt arra, hogy egy Vasököl még számos módon képes felhasználni csije és Shou-Lao erejét.

## A sorozat mellékszereplői
Colleen Wing a Marvel Premiere 19. számában, 1974 novemberében szerepelt először. Miután Danny Rand néhány számmal korábban, elő történetében visszatért szülővárosába, New Yorkba K’un-Lunból Colleen volt az első személy akivel találkozott a városban aki nem akarta megölni. Misty Knight, Danny Rand későbbi szerelme két számmal Collen megjelenése után, a 21. számban szerepelt először Vasököl oldalán. Bár egyik szereplőt sem Chris Claremont alkotta meg, először neki állt módjában valóban megformálni a személyiségüket. Colleen és Misty Vasököl sorozatának hagyományos mellékszeplői, akiknek az évek során több önálló története is megjelent. Claremont távozásával a Power Mand and Iron Fist-sorozattól 1979-ben majdnem a két szereplő is megvált Vasököltől. A sorozat új írója, Ed Hannigan nem tartott rájuk igényt, Claremont ezért magával vitte őket másik sorozatához, az Uncanny X-Menhez. Hanningan azonban nem maradt sokáig a Power Mand and Iron Fist írója, utóda, Jo Duffy pedig visszaigényelte Claremonttól a párost. Luke Cage, korábbi nevén a Bajnok Vasöklöt két évvel megelőzve, 1972 júniusában, Hero for Hire című saját sorozatában szerepelt először. Vasököllel való első találkozása a Power Man 48. számában volt, 1977 decemberében volt. Néhány hónappal ezt követően az elválaszthatatlan párosnak közös sorozat indul, mely 75 számot ért meg. Közös sorozatuk megszűnése után is a két hős gyakran szerepelt egymás önálló történeteiben.
Lee Wing professzor, Colleen Wing édesapja először a Marvel Premiere 19. számában, 1974 novemberében szerepelt. Danny Randet Wing professzor fogadta be és alkalmazta testőrként, mikor az visszatért New Yorkba K’un-Lunból. Lee Wing professzor elsősorban a Marvel Premiere számaiban megjelent Vasököl-történeteknek volt gyakran látható szereplője. Rafael Scarfe rendőrhadnagy első szereplése a Marvel Premiere 23. számában, 1975 augusztusában volt. A hadnagy Wing professzor régi barátja volt, aki rendszeresen visszatérő szereplője lett a Marvel Premiere, az Iron Fist és a Powet Man and Iron Fist sorozatok történeteknek. Jeryn Hogarth, Danny Rand ügyvéde és közeli barátja az Iron Fist 6. számában, 1976 augusztusában szerepelt először. Hogarth Danny apjának ügyvédje volt, majd Danny visszatérése után K’un-Lunból az ő érdekeit kezdte képviselni, hogy hozzájusson jogos örökségéhez. Hogarth a Power Man and Iron Fist, majd pedig két évtizeddel később, 2006-ban indult Immortal Iron Fist gyakran látható mellékszereplője.
Joy Meachum, Harold Meachum lánya, annak a férfinak, aki felelős volt Danny Rand szüleinek haláláért. Joy Meachum első szereplése a Marvel Premiere 18. számában volt 1974 októberében. Joy sokáig Danny Randet tartotta apja gyilkosának és ugyanolyan gyűlöletet táplált iránta mint Rand egykor Harold Meachum iránt. A nő idővel belátta, hogy tévedett és békét kötött Randdel de kapcsolatok továbbra is távolságtartó maradt. Joy Meachum elsősorban a Marvel Premiere és az első Iron Fist-sorozat lapjain szerepelt, de későbbi történetekben is feltűnt, bár csak kisebb jelentőségű szerepekben.

### Ellenfelek
Harold Meachum Vasököllel egy időben, a Marvel Premiere 15. számában, 1974 májusában szerepelt először. Meachum gyilkolta meg az ifjú Danny Rand apját és közvetetten felelős volt anyja haláláért is. A Meachum iránt táplált gyűlölet és bosszú ösztönözte az árván maradt fiút, hogy minél erősebb harcos váljon belőle, hogy végül végezhessen szülei gyilkosával. Mikor azonban évekkel később szembekerült vele, egy testben és lélekben megtört talált, akit nem volt képes megölni. Meachum azonban nem kerülhette el a sorát, Kán Mester egyik embere, a Nindzsa végzett vele. Meachum meggyilkolásáért a hatóságok és Meachum lánya sokáig Danny Randet tartották felelősnek. Ward Meachum, Harold Meachum testvérének első szereplése a Marvel Premiere 19. számában, 1974 novemberében volt. Ward Meachum kihasználta testvére halálát, akinek a meggyilkolásával tévesen Vasöklöt gyanúsították, és manipulálni kezdte Joy Meachumot, Harold lányát. Ward sokáig csak a háttérben megbújva, Joy gyűlöletét fűtve támadta Danny Randet.
Kán Mester első megjelenése a Strange Tales 77. számában, 1960 októberében volt, Vasököl kalandjaiban csak jóval később, a Marvel Premiere 24. számában, 1975 szeptemberében volt először látható. Az itt megjelent történet szerzője, Chris Claremont a későbbi kalandok során Kán Mestert tette meg Vasököl egyik legnagyobb ellenfelévé, mint aki már a kezdetektől a háttérben megbújva manipulálta Danny Rand életét. Kán Mester Vasököl visszatérő ellenfele volt egészen pusztulásági, ami 1992 decemberében, a Namor, the Sub-Mariner című sorozat 33. számában következett be. A titokzatos Nindzsa a Marvel Premiere 17. számában, 1974 szeptemberében tűnt fel először, mit aki látszólag segíti Danny Randet, akinek többször is megmentette az életét. A későbbi történetekben azonban kiderült, hogy a névtelen harcos is a manipulatív Kán Mester szolgálatában áll.
Davos, az Acélkígyó első szereplése az Iron Fist első számában volt 1975 novemberében. Davos Danny Rand mesterének, Lei Kungnak, a Mennydörgőnek a fia, akinek nem sikerült megszereznie Shou-Lao, a Halhatatlan erejét. Davost száműzték K’un-Lunból, de a férfi nem adta fel, hogy megszerezze azt, amit jogosan a magáénak vallott. A Vasököl erejét Danny Rand elpusztításával akarta birtokba venni, de harc során látszólag életét vesztette. Davos azóta többször is visszatért Vasököl kalandjaiban.
Kardfogú az Iron Fist 14. számában, 1977 augusztusában szerepelt először. Bár Kardfogút Vasököl sorozatában tűnt fel először, a későbbiek folyamán inkább az X-Men visszatérő gonosztevőjévé vált.

## A Vasököl öröksége
Arra, hogy Danny Rand nem elsőként szerezte meg a Vasököl erejét Ed Brubaker és Matt Fraction 2006-ban kezdődő Immortal Iron Fist-sorozata előtt is voltak utalások, mint például James Felder 1996-os minisorozatában, de Brubaker és Fraction voltak az elsők akik a Vasököl erejének örökségét kezdték kutatni, sőt a főszereplő mellett ezt állították a képregény középpontjába. Történetük szerint hatvanhat férfi és nő viselte már a Vasököl nevet, akiknek a történetét a Shou-Lao pikkelyeiből készült könyv őrzi. Ezek a történelmi szereplők az Immortal Iron Fist jelenben zajló cselekményével párhuzamosan, visszatekintésekben szerepeltek először, valamint egyes számok kizárólag az ő történetükkel foglalkoztak.
Bei Ming-Tian 1227-ben a K’Lun-Lun hegy lábánál egymaga szállt szembe a hódító mongol hordával. Wu Ao-Shi egy utcai tolvaj volt, akit Lei Kung, a Mennydörgő emelt ki addigi életéből és nevelt belőle becsületes és kötelességtudó harcost. A fiatal nő, miután megszerezte a Vasököl erejét, visszautasította a halhatatlanság fájának gyümölcsét és inkább azt választotta, hogy szerelmével, egy egyszerű halásszal élhessen a halandók világában. Wu Ao-Shi 1545-ben a Pinghai-öböl halászfaluját terrorizáló kalózokat egymaga pusztította le. Mint az öböl kalózkirálynője igazságosan uralkodott a kikötő felett és védelmezte a falu lakóit. Wu Ao-Shi több gyermeket is szült szerelmének és ő volt az utolsó nő, aki a Vasököl neve viselte. Bei Bang-Wen csije erejét tudatának erősítésére is képes volt felhasználni, így zseniális harctéri stratégává vált. Részt vett a második ópiumháborúban, 1860-ban a Taku-erődöt védte a támadó brit csapatok ellen, ahol a legendája szerint életét vesztette. Valójában azonban a harc során fogságba esett és egy indiai fogolytábora került, ahonnan azonban sikerült megszöknie. Indiai kalandjai után Bei Bang-Wen visszatért K’un-Lunba, megházasodott és tizenhárom fiúgyermeket nemzett. Orson Randall Danny Randet megelőzően viselte a Vasököl nevet. Randall szülei a külvilágból érkeztek, de ő maga K’un-Lun falai között született és 17 éves korában legyőzte Shou-Laot, a Halhatatlant és megszerezte erejét. Randall harcolt az első világháborúban, aminek borzalmai miatt nem volt hajlandó részt venni a menny városainak viadalán, mikor visszahívták K’un-Lunba és ezért menekülni kényszerült a legendás városból. Randall évtizedekre az ópiummámorba menekül, hogy feledi tudja múltját. A férfival végül Lei Kung fia, Davos végzett mikor a férfi Danny Rand oldalán harcolt a HYRDA emberei ellen.

## Vasököl a Marvel alternatív valóságaiban
A Marvel más szereplőihez hasonlóan Vasökölnek, vagyis Danny Randnek is számos énje létezik a Marvel-multiverzum párhuzamos valóságaiban. A Marvel koncepciója szerint ezek az ének ugyanolyan valósak, mint a Marvel mainstream univerzumában, besorolás szerint a 616-os Földön létező Danny Rand.
Ezek közül az alternatív változatok közül jelentősebbnek számít a Marvel Újvilág-sorozataiban szereplő Danny Rand, aki az Ultimate Spider-Man ingyenes, 1/2. számában szerepelt először 2002 februárjában. Az Újvilág Vasököl többször is szerepelt a sorozatban, de múltjáról csupán annyi derült ki az Ultimate Spider-Man 110. számban, hogy egy Colleen nevű nővel (valószínűleg Colleen Wing újvilági megfelelőjével) van egy közös lánygyermekük.
A Marvel 2005-ös Mutánsvilág (House of M) történeteiben Vasököl Magneto és a mutánsok uralma ellen lázadó csoport tagja. Vasökölnek ez az alternatív énje többször is látható volt a House of M és az azt követő 2007-es House of M: Avengers című minisorozatoknak.

## Megjelenése a képregényeken kívül

### Film
2000 májusában a Marvel Studios megegyezett az Artisan Entertainmenttel, hogy a filmstúdió társfinanszírozója lesz az élőszereplős Vasököl filmnek, melynek főszereplőjeként Ray Parkot, forgatókönyvírójaként pedig John Turmant nevezték meg 2001 januárjában. Kirk Wong 2001 júliusában írta alá a szerződést, miszerint ő lesz a film rendezője, a forgatás megkezdését pedig 2001 végére, 2002 elejére tűzték ki. A film gyártási előkészületei már majdnem megkezdődtek 2002 márciusában, mikor Wong áprilisban kilépett a produkcióból. A gyártási előkészületek 2002 augusztusában kezdődtek meg, de a forgatás megkezdésének időpontját először 2002, majd pedig 2003 végére halasztották. 2003 márciusában a Marvel a film megjelenését 2004-re ígérte. A stúdió 2003 áprilisában kezdte meg a tárgyalások Steve Carr rendezővel. 2003 novemberében a film megjelenésének időpontját 2006-ra, majd 2007 márciusában Carr egyéb kötöttségei miatt meg nem határozott időre halasztották. A film jelenleg is a fejlesztői pokol állapotában van. A számos halasztás ellenére Ray Park 2003-as nyilatkozata szerint az addig megjelent Vasököl-képregényt átolvasásával kezdte meg felkészülését Danny Rand szerepére.

### Videójáték
Vasököl mint NPC jelent meg az 1994-es Spider-Man and Venom: Maximum Carnage videójátékban. A 2007-es Spider-Man: Friend or Foeban egyike volt a játékos által választható szereplőknek. Utóbbi játékban Vasököl szinkronhangja John Rubinow volt.

## Paródiák
A népszerű Simpson család című rajzfilmsorozat képregényváltozatában, a Simpsons Comics 100. számában szerepelt Vasláb, azaz Lenny Leonard. Lenny több kung-fu filmet nézett meg mint bármely élő ember, és eközben lába a túl közeli televíziókészülék sugárzásától olyanná vált, akár a vas. A Vasláb főszereplésével megjelenő Nuclear Power Man and Iron Foot Apu Nahasapeemapetilon, a Kwik-E-Mart eladójának kedvenc képregénye.

## Ajánlott kiadványok
- Power Man and Iron Fist #69, 1981. május – dokumentáció: a sorozat fontosabb helyszínei és mellékszereplői

## Külső hivatkozások
- Vasököl a Marvel Comics oldalain (angolul)
- Vasököl a ComicVine.com oldalain (angolul)
- Vasököl Archiválva 2008. május 27-i dátummal a Wayback Machine-ben a Comic Book DB oldalain (angolul)

### Interjúk
- Mullaney Destroyer with an Iron Fist – Jim Mullaney beszél Vasököl 2004-es sorozatáról (angolul)
- Iron Fist Interview Series – Az Immortal Iron Fist írói, rajzolója és szerkesztője beszél a sorozatról (angolul)
- Comic-Con 2007: Brubaker on Fraction – Ed Brubaker és Matt Fraction beszélgetése a 2007-es Comic-Conon. (angolul)
- The Guys Behind the Fist: Brubaker & Fraction Talk Iron Fist – Ed Brubaker és Matt Fraction beszélnek az Immortal Iron Fist sorozatáról (angolul)
- Fraction talks Iron Fist and "Green Mist of Death" – Matt Fraction beszél az Immortal Iron Fist Orson Randall and The Green Mist of Death című 2008-as különszámáról (angolul)
- Immortal Iron Fist: Ed Brubaker, Matt Fraction and Duane Swierczynski – Ed Brubaker, Matt Fraction és Duane Swierczynski beszélnek az Immortal Iron Fist sorozatáról (angolul)
- New Fists Of Fury: Swierczynski Talks "Iron Fist" – Duane Swierczynski beszél az Immortal Iron Fist sorozatáról (angolul)
- Talking Iron Fist with Swierczynski, Fraction, Brubaker and Foreman – Ed Brubaker, Matt Fraction és Duane Swierczynski beszélnek az Immortal Iron Fist sorozatáról (angolul)